# Cayman Airways

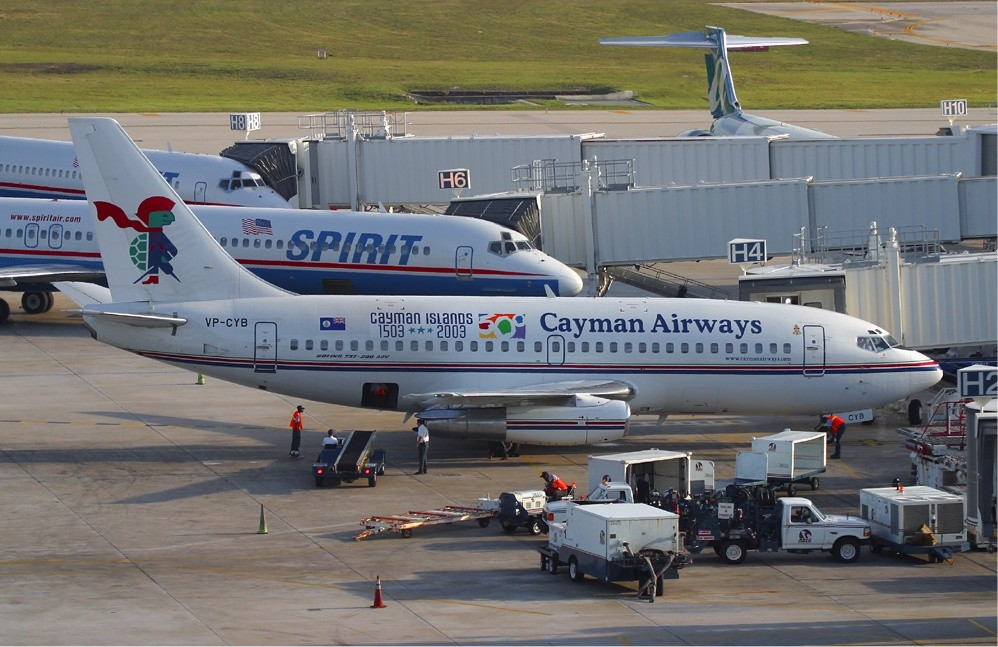

Cayman Airways – kajmańskie narodowe linie lotnicze z siedzibą w George Town, na Grand Cayman. Obsługują połączenia do krajów karaibskich i do USA. Głównym węzłem jest Port lotniczy Owen Roberts.